# Geraldtonia protea
Geraldtonia protea är en insektsart som beskrevs av William Lucas Distant 1910. Geraldtonia protea ingår i släktet Geraldtonia och familjen Flatidae. Utöver nominatformen finns också underarten G. p. b.